# Stirtonanthus taylorianus
Stirtonanthus taylorianus là một loài thực vật có hoa trong họ Đậu. Loài này được (L.Bolus) B.-E.van Wyk & A.L.Sc miêu tả khoa học đầu tiên.